# لونگ تا
لونگ تا (چینی: 龙塔; پین‌یین: lóng tǎ) که با نام‌های برج اژدها و هیلونگ‌جیانگ (چینی: 黑龙江塔) نیز شناخته می‌شود برجی است که در شهر هاربین، استان هیلونگ‌جیانگ، کشور چین قرار دارد. این برج ۳۳۶ متر ارتفاع دارد.